# Laz, Finistère
Laz là một xã của tỉnh Finistère, thuộc vùng Bretagne, miền tây bắc Pháp.

## Dân số
Người dân ở Laz được gọi là Laziens.